# Bill Koch
William Conrad "Bill" Koch (* 7. června 1955, Brattleboro, Vermont, USA) je bývalý americký lyžař. Původně závodil v severské kombinaci, ale proslavil se především jako běžec na lyžích. Je stříbrným olympijským medailistou ze ZOH 1976 v rakouském Innsbrucku ze závodu na 30 km a vítězem úvodního ročníku Světového poháru v běhu na lyžích ze sezóny 1981/82.

## Kariéra
Je absolventem The Putney School v Putney. Původně soutěžil v severské kombinaci, ale brzy přešel k běhu na lyžích. V roce 1974 se stal prvním Američanem, který získal v běhu na lyžích medaili v mezinárodní soutěži, když skončil třetí na ME juniorů.
Na ZOH 1976 v rakouském Innsbrucku získal stříbrnou medaili v závodě na 30 km. Byl vůbec prvním Američanem, který v běhu na lyžích získal olympijskou medaili, a zůstal také na dlouho posledním: na další olympijskou medaili z tohoto sportu čekaly Spojené státy americké až do roku 2018.
Po raných úspěších jej trápil stres spojený s tlakem médií a astmatem. Na ZOH 1980 v Lake Placid měl být hvězdou, ovšem v závodech, do kterých nastoupil, skončil hluboko v poli poražených.
V sezóně 1981/82 se stal prvním celkovým vítězem nově založeného Světového poháru v běhu na lyžích. Na MS 1982 v norském Oslu vybojoval bronzovou medaili v závodě na 30 km, jako vůbec první medailista nepocházející z Evropy.
Zpopularizoval novou techniku běhu na lyžích inspirovanou rychlobruslením, dnes známou jako bruslení. V závodním běhu na lyžích jsou dnes rozlišovány dvě techniky, pro které jsou vypisovány oddělené závody: styl klasický a volný. Volný styl, na rozdíl od klasického, povoluje právě ono zmíněné bruslení. Volný styl se v běhu na lyžích oficiálně používá od roku 1982, v biatlonu a severské kombinaci je povolen od roku 1985.
Na slavnostním zahájení Zimních olympijských her 1992 ve francouzském Albertville se mu dostalo pocty být vlajkonošem americké výpravy.
V roce 2012 byl uveden do Sportovní síně slávy státu Vermont.